# カプロニ・ヴィッツォーラ C-22J
カプロニ・ヴィッツォーラ
C-22J ヴェンチューラ
カプロニ・ヴィッツォーラ C-22J
- 用途：練習機
- 製造者：カプロニ・ヴィッツォーラ
- 初飛行：1980年7月21日[1]
- 生産数：2機

カプロニ・ヴィッツォーラ C-22J ヴェンチューラ（Caproni Vizzola C22 Ventura）は、イタリアで軍用練習機向けに開発された小型ジェット機である。
本機は通常のグライダーの機体構成を持ち外見的にはカプロニ社のグライダーであるカリフに似ていたが、ヴェンチューラはほぼ全体が金属製であった。訓練生と教官は幅広のキャノピーの下で並列に座り、高翼配置の細長い主翼下面にはハードポイントを備えていた。降着装置は引き込み式の首車輪形式であった。
1981年にアグスタ社がC-22計画の50%を買い取り、前線航空管制やELINT任務にも使用可能な偵察機である新型のC-22Rを提案した。基本型であるC-22J練習機は1980年と1982年9月のファーンボロー航空ショーに展示されたが、顧客の興味を引くことができずに提案されたC-22Rが実際に製作されることはなかった。

## 要目
(C-22J)
- 乗員：2名
- 全長：6.19 m (20 ft 3 in)
- 全幅：10.00 m (32 ft 10 in)
- 全高：1.88 m (6 ft 2 in)
- 翼面積：8.8 m2 (94 ft2)
- 空虚重量：720 kg (1,590 lb)
- 全備重量：1,135 kg (2,500 lb)
- エンジン：2 × マイクロターボ TRS 18-046 ターボジェットエンジン、1.0 kN (220 lbf)
- 最大速度：
- 巡航速度：>482 km/h (299 mph)
- 巡航高度：7,600 m (24,930 ft)
- 航続距離：740 km (460 miles)
- 上昇率：9.1 m/s (1,810 ft/min)
- 武装：
  - ハードポイント：250 kg (551 lb) まで